# Средњошколски центар „Никола Тесла” Котор Варош
Средњошколски центар „Никола Тесла” је јавна средњошколска установа у општини Котор Варош. Налази се у улици Николе Тесле бб, у Котор Варошу. Назив је добила по Николи Тесли, српском и америчком проналазачу, инжењеру електротехнике и машинству и футуристи, најпознатијем по свом доприносу у пројектовању модерног система напајања наизменичном струјом.

## Историјат
Развој средњег образовања у Котор Варошу је почео 1974. године када су у склопу Радничког универзитета уписани први ученици. Након две године је основан Средњошколски центар „Веселин Маслеша” као посебна установа, а 1994. је преименован у Средњошколски центар „Никола Тесла”. Данас је у школи запослено 67 радника, од чега су 50 наставници и стручни сарадници, броји 453 ученика у 22 разредна одељења. Садржи смерове Економија, право и трговина, Машинство и обрада метала и Електротехника.
Сваке године школа обележава школску славу Свети Сава, Дан науке, Међународни дан волонтера, Светски дан борбе против сиде и Европску Ноћ истраживача, а организују и посете Бањалучком и Београдском сајму књига. Године 2020. су ученици Средњошколског центра „Никола Тесла” победили у конкуренцији педесет школа из целе Босне и Херцеговине са пројектом „Учионица 21. века” и тако омогућили уређење школских учионица у сарадњи са фондацијом Мозаик.